# Championnats du monde de snowboard 2019
Navigation
Édition précédente Édition suivante
Les championnats du monde de snowboard 2019 sont la 13e édition des championnats du monde de snowboard qui se déroulent du 1er février au 10 février 2019 dans l'état de l'Utah (États-Unis). Deux stations accueillent cette compétition : Park City Mountain Resort, située dans la ville de Park City et celle de Solitude Mountain Resort.
Ils sont organisés conjointement aux championnats du monde de ski freestyle.

## Sites de compétition
La station de Park City Mountain Resort accueille les épreuves de freestyle (big air, halfpipe et slopestyle) et le snowboard alpin (parallèle et géant parallèle) tandis que les épreuves de snowboard cross se déroulent à Solitude Mountain Resort.

## Programme
| Q | Qualifications |  | Finale |

| Event↓/Date →          | Jeu 31 | Ven 1 | Sam 2 | Dim 3 | Lun 4 | Lun 4 | Mar 5 | Mar 5 | Mer 6 | Jeu 7 | Ven 8 | Sam 9 | Dim 10 |
| ---------------------- | ------ | ----- | ----- | ----- | ----- | ----- | ----- | ----- | ----- | ----- | ----- | ----- | ------ |
| Big Air                |        |       |       |       |       |       |       |       |       |       |       |       |        |
| Cross                  | Q      |       |       |       |       |       |       |       |       |       |       |       |        |
| Cross par équipes      |        |       |       |       |       |       |       |       |       |       |       |       |        |
| Halfpipe               |        |       |       |       |       |       |       |       | Q     |       |       |       |        |
| Slalom géant parallèle |        |       |       |       | Q     |       |       |       |       |       |       |       |        |
| Slalom parallèle       |        |       |       |       |       |       | Q     |       |       |       |       |       |        |
| Slopestyle             |        |       |       |       |       |       |       |       |       |       |       | Q     |        |

1. ↑  Épreuves annulées.

## Tableau des médailles
| Rang  | Nation           | Or | Argent | Bronze | Total |
| ----- | ---------------- | -- | ------ | ------ | ----- |
| 1     | États-Unis       | 4  | -      | 3      | 7     |
| 2     | Russie           | 2  | 1      | -      | 3     |
| 3     | Allemagne        | 1  | -      | 4      | 5     |
| 4     | Suisse           | 1  | -      | 2      | 3     |
| 5     | Australie        | 1  | -      | -      | 1     |
| 5     | Nouvelle-Zélande | 1  | -      | -      | 1     |
| 5     | Tchéquie         | 1  | -      | -      | 1     |
| 8     | Italie           | -  | 2      | 2      | 4     |
| 9     | Autriche         | -  | 1      | -      | 1     |
| 9     | Canada           | -  | 1      | -      | 1     |
| 9     | Chine            | -  | 1      | -      | 1     |
| 9     | Royaume-Uni      | -  | 1      | -      | 1     |
| 9     | Japon            | -  | 1      | -      | 1     |
| 9     | Norvège          | -  | 1      | -      | 1     |
| 9     | Slovénie         | -  | 1      | -      | 1     |
| 9     | Ukraine          | -  | 1      | -      | 1     |
| Total | Total            | 11 | 11     | 11     | 33    |

## Podiums

### Hommes
| Épreuves               | Or                                                                | Argent                                                            | Bronze                                                            |
| ---------------------- | ----------------------------------------------------------------- | ----------------------------------------------------------------- | ----------------------------------------------------------------- |
| Big air                | Épreuve annulée en raison de mauvaises conditions météorologiques | Épreuve annulée en raison de mauvaises conditions météorologiques | Épreuve annulée en raison de mauvaises conditions météorologiques |
| Cross                  | Mick Dierdorff (en)                                               | Hanno Douschan (en)                                               | Emanuel Perathoner                                                |
| Halfpipe               | Scotty James                                                      | Yūto Totsuka                                                      | Patrick Burgener                                                  |
| Slalom géant parallèle | Dmitry Loginov                                                    | Tim Mastnak                                                       | Stefan Baumeister                                                 |
| Slalom parallèle       | Dmitry Loginov                                                    | Roland Fischnaller                                                | Stefan Baumeister                                                 |
| Slopestyle             | Chris Corning                                                     | Mark McMorris                                                     | Judd Henkes (en)                                                  |

### Femmes
| Épreuves               | Or                                                                | Argent                                                            | Bronze                                                            |
| ---------------------- | ----------------------------------------------------------------- | ----------------------------------------------------------------- | ----------------------------------------------------------------- |
| Big air                | Épreuve annulée en raison de mauvaises conditions météorologiques | Épreuve annulée en raison de mauvaises conditions météorologiques | Épreuve annulée en raison de mauvaises conditions météorologiques |
| Cross                  | Eva Samková                                                       | Charlotte Bankes                                                  | Michela Moioli                                                    |
| Halfpipe               | Chloe Kim                                                         | Cai Xuetong                                                       | Maddie Mastro                                                     |
| Slalom géant parallèle | Selina Jörg                                                       | Natalia Soboleva                                                  | Ladina Jenny                                                      |
| Slalom parallèle       | Julie Zogg                                                        | Annamari Dancha                                                   | Ramona Theresia Hofmeister                                        |
| Slopestyle             | Zoi Sadowski-Synnott                                              | Silje Norendal                                                    | Jamie Anderson                                                    |

### Mixte
| Épreuves          | Or                                                   | Argent                                 | Bronze                                     |
| ----------------- | ---------------------------------------------------- | -------------------------------------- | ------------------------------------------ |
| Cross par équipes | États-Unis- Mick Dierdorff (en) - Lindsey Jacobellis | Italie- Omar Visintin - Michela Moioli | Allemagne- Paul Berg - Hanna Ihedioha (en) |